# ミスリル
ミスリル（mithril）は、J・R・R・トールキンの作品世界中つ国に登場する金属。銀の輝きと鋼をしのぐ強さを持ち、非常に貴重なものとされる。『指輪物語』では、「ミスリルの産地はモリアのみ」とされているが、『終わらざりし物語』では、「ヌーメノールでも産した」とされる。
「ミスリル」の名は二つのシンダール語（架空の言語）の単語、「灰色の」を意味する「ミス」（mith）と、「輝き」を意味する「リル」（ril）からなる。クウェンヤ名はミスタリレ（mistarille）。またまことの銀（true-silver）、モリア銀とも呼ばれる。ドワーフもかれらだけの秘密の名前でこの金属を呼称した。
『ホビットの冒険』でトーリン・オーケンシールドからビルボ・バギンズに贈られた「白銀色のはがね」製のくさりかたびらは、実はミスリル製であった。初期の英語版の翻訳である、日本語版『ホビットの冒険』にはこのような記載はないが、後の英語版ではミスリル製であることが付記されている。

## 特性
ガンダルフの述べるところでは、ミスリルは「銅のように打ち延ばせ、ガラスのように磨ける。銀のような美しさだが、黒ずみ曇ることがない。ドワーフはこれを鋼より強いが軽く鍛えることができた」とされる。
エルフもこれを好み、エレギオンのノルドールは、ミスリルからイシルディン（ithildin、「星月」の意）と呼ばれる物質をつくり、モリアの扉を飾る装飾を描いた。イシルディンを用いて描かれた画は、星の光か月の光の下でしか見ることができない。

## 希少性
中つ国ではモリアのみでしか採掘ができないため、モリア銀とも呼ばれる貴重な代物であった。しかしドワーフたちがモリア鉱を深く掘りすぎたために、第三紀の1980年に地下に潜んでいたバルログが目覚め、モリアのドワーフ王国は壊滅してミスリルの採掘が出来なくなってしまった。これを「ドゥリンの禍」と言う。そのため『指輪物語』の時代（第三紀末）では、非常に貴重で高価な代物になってしまっている。
モリアでの採掘が行われた時代でも金の十倍の値段がついたと言われており、それ以降は更に高騰した。指輪物語の時代にはビルボのくさりかたびら一つでホビット庄全てに匹敵する価値があると評されている。

## ミスリル製の品物
『指輪物語』では、ビルボ・バギンズがフロド・バギンズに譲り渡した「ミスリルの胴着」などが出てくる。これは『ホビットの冒険』でスマウグから得た宝の一部である。また、ガラドリエルの所有する三つの指輪の一つ、ネンヤもミスリルで作られている。

## 後世への影響
『指輪物語』の後に出版されたファンタジー小説や、D&Dなどをはじめ、ファイナルファンタジーシリーズ、ドラゴンクエストシリーズなどの日本のRPGに至るまでのゲーム作品などにおいても、ミスリルの名を持つ金属が登場しており、有用な性質を備えている金属として扱われている。
かなり無頓着に色々な作品に登場している（いた）が、ロード・オブ・ザ・リングの映画化を機に、管理団体のトールキン・エステートは作品の固有名称や設定の使用についてルールを明確化した。
海外作品の多くは、映画化以前から対応済みで、ミスリルではなくミスラルやシルバーなど違う名称になっているものが殆どである。日本ではまだ影響は少ないが、今後は登場する作品がなくなったり、過去作も名称が修正されたりする可能性がある。